# 1482
Portal Geschichte | Portal Biografien | Aktuelle Ereignisse | Jahreskalender | Tagesartikel

◄ |
14. Jahrhundert |
15. Jahrhundert
| 16. Jahrhundert | ►

◄ |
1450er |
1460er |
1470er |
1480er
| 1490er | 1500er | 1510er | ►

◄◄ |
◄ |
1478 |
1479 |
1480 |
1481 |
1482
| 1483 | 1484 | 1485 | 1486 | ► | ►►
Staatsoberhäupter  · Nekrolog
| Januar | Januar | Januar | Januar | Januar | Januar | Januar | Januar |
| Kw     | Mo     | Di     | Mi     | Do     | Fr     | Sa     | So     |
| ------ | ------ | ------ | ------ | ------ | ------ | ------ | ------ |
| 1      |        | 1      | 2      | 3      | 4      | 5      | 6      |
| 2      | 7      | 8      | 9      | 10     | 11     | 12     | 13     |
| 3      | 14     | 15     | 16     | 17     | 18     | 19     | 20     |
| 4      | 21     | 22     | 23     | 24     | 25     | 26     | 27     |
| 5      | 28     | 29     | 30     | 31     |        |        |        |

| Februar | Februar | Februar | Februar | Februar | Februar | Februar | Februar |
| Kw      | Mo      | Di      | Mi      | Do      | Fr      | Sa      | So      |
| ------- | ------- | ------- | ------- | ------- | ------- | ------- | ------- |
| 5       |         |         |         |         | 1       | 2       | 3       |
| 6       | 4       | 5       | 6       | 7       | 8       | 9       | 10      |
| 7       | 11      | 12      | 13      | 14      | 15      | 16      | 17      |
| 8       | 18      | 19      | 20      | 21      | 22      | 23      | 24      |
| 9       | 25      | 26      | 27      | 28      |         |         |         |

| März | März | März | März | März | März | März | März |
| Kw   | Mo   | Di   | Mi   | Do   | Fr   | Sa   | So   |
| ---- | ---- | ---- | ---- | ---- | ---- | ---- | ---- |
| 9    |      |      |      |      | 1    | 2    | 3    |
| 10   | 4    | 5    | 6    | 7    | 8    | 9    | 10   |
| 11   | 11   | 12   | 13   | 14   | 15   | 16   | 17   |
| 12   | 18   | 19   | 20   | 21   | 22   | 23   | 24   |
| 13   | 25   | 26   | 27   | 28   | 29   | 30   | 31   |

| April | April | April | April | April | April | April | April |
| Kw    | Mo    | Di    | Mi    | Do    | Fr    | Sa    | So    |
| ----- | ----- | ----- | ----- | ----- | ----- | ----- | ----- |
| 14    | 1     | 2     | 3     | 4     | 5     | 6     | 7     |
| 15    | 8     | 9     | 10    | 11    | 12    | 13    | 14    |
| 16    | 15    | 16    | 17    | 18    | 19    | 20    | 21    |
| 17    | 22    | 23    | 24    | 25    | 26    | 27    | 28    |
| 18    | 29    | 30    |       |       |       |       |       |

| Mai | Mai | Mai | Mai | Mai | Mai | Mai | Mai |
| Kw  | Mo  | Di  | Mi  | Do  | Fr  | Sa  | So  |
| 18  |     |     | 1   | 2   | 3   | 4   | 5   |
| 19  | 6   | 7   | 8   | 9   | 10  | 11  | 12  |
| 20  | 13  | 14  | 15  | 16  | 17  | 18  | 19  |
| 21  | 20  | 21  | 22  | 23  | 24  | 25  | 26  |
| 22  | 27  | 28  | 29  | 30  | 31  |     |     |
| --- | --- | --- | --- | --- | --- | --- | --- |

| Juni | Juni | Juni | Juni | Juni | Juni | Juni | Juni |
| Kw   | Mo   | Di   | Mi   | Do   | Fr   | Sa   | So   |
| ---- | ---- | ---- | ---- | ---- | ---- | ---- | ---- |
| 22   |      |      |      |      |      | 1    | 2    |
| 23   | 3    | 4    | 5    | 6    | 7    | 8    | 9    |
| 24   | 10   | 11   | 12   | 13   | 14   | 15   | 16   |
| 25   | 17   | 18   | 19   | 20   | 21   | 22   | 23   |
| 26   | 24   | 25   | 26   | 27   | 28   | 29   | 30   |

| Juli | Juli | Juli | Juli | Juli | Juli | Juli | Juli |
| Kw   | Mo   | Di   | Mi   | Do   | Fr   | Sa   | So   |
| ---- | ---- | ---- | ---- | ---- | ---- | ---- | ---- |
| 27   | 1    | 2    | 3    | 4    | 5    | 6    | 7    |
| 28   | 8    | 9    | 10   | 11   | 12   | 13   | 14   |
| 29   | 15   | 16   | 17   | 18   | 19   | 20   | 21   |
| 30   | 22   | 23   | 24   | 25   | 26   | 27   | 28   |
| 31   | 29   | 30   | 31   |      |      |      |      |

| August | August | August | August | August | August | August | August |
| Kw     | Mo     | Di     | Mi     | Do     | Fr     | Sa     | So     |
| ------ | ------ | ------ | ------ | ------ | ------ | ------ | ------ |
| 31     |        |        |        | 1      | 2      | 3      | 4      |
| 32     | 5      | 6      | 7      | 8      | 9      | 10     | 11     |
| 33     | 12     | 13     | 14     | 15     | 16     | 17     | 18     |
| 34     | 19     | 20     | 21     | 22     | 23     | 24     | 25     |
| 35     | 26     | 27     | 28     | 29     | 30     | 31     |        |

| September | September | September | September | September | September | September | September |
| Kw        | Mo        | Di        | Mi        | Do        | Fr        | Sa        | So        |
| --------- | --------- | --------- | --------- | --------- | --------- | --------- | --------- |
| 35        |           |           |           |           |           |           | 1         |
| 36        | 2         | 3         | 4         | 5         | 6         | 7         | 8         |
| 37        | 9         | 10        | 11        | 12        | 13        | 14        | 15        |
| 38        | 16        | 17        | 18        | 19        | 20        | 21        | 22        |
| 39        | 23        | 24        | 25        | 26        | 27        | 28        | 29        |
| 40        | 30        |           |           |           |           |           |           |

| Oktober | Oktober | Oktober | Oktober | Oktober | Oktober | Oktober | Oktober |
| Kw      | Mo      | Di      | Mi      | Do      | Fr      | Sa      | So      |
| ------- | ------- | ------- | ------- | ------- | ------- | ------- | ------- |
| 40      |         | 1       | 2       | 3       | 4       | 5       | 6       |
| 41      | 7       | 8       | 9       | 10      | 11      | 12      | 13      |
| 42      | 14      | 15      | 16      | 17      | 18      | 19      | 20      |
| 43      | 21      | 22      | 23      | 24      | 25      | 26      | 27      |
| 44      | 28      | 29      | 30      | 31      |         |         |         |

| November | November | November | November | November | November | November | November |
| Kw       | Mo       | Di       | Mi       | Do       | Fr       | Sa       | So       |
| -------- | -------- | -------- | -------- | -------- | -------- | -------- | -------- |
| 44       |          |          |          |          | 1        | 2        | 3        |
| 45       | 4        | 5        | 6        | 7        | 8        | 9        | 10       |
| 46       | 11       | 12       | 13       | 14       | 15       | 16       | 17       |
| 47       | 18       | 19       | 20       | 21       | 22       | 23       | 24       |
| 48       | 25       | 26       | 27       | 28       | 29       | 30       |          |

| Dezember | Dezember | Dezember | Dezember | Dezember | Dezember | Dezember | Dezember |
| Kw       | Mo       | Di       | Mi       | Do       | Fr       | Sa       | So       |
| -------- | -------- | -------- | -------- | -------- | -------- | -------- | -------- |
| 48       |          |          |          |          |          |          | 1        |
| 49       | 2        | 3        | 4        | 5        | 6        | 7        | 8        |
| 50       | 9        | 10       | 11       | 12       | 13       | 14       | 15       |
| 51       | 16       | 17       | 18       | 19       | 20       | 21       | 22       |
| 52       | 23       | 24       | 25       | 26       | 27       | 28       | 29       |
| 1        | 30       | 31       |          |          |          |          |          |

| Januar | Januar | Januar | Januar | Januar | Januar | Januar | Januar |
| Kw     | Mo     | Di     | Mi     | Do     | Fr     | Sa     | So     |
| ------ | ------ | ------ | ------ | ------ | ------ | ------ | ------ |
| 1      |        | 1      | 2      | 3      | 4      | 5      | 6      |
| 2      | 7      | 8      | 9      | 10     | 11     | 12     | 13     |
| 3      | 14     | 15     | 16     | 17     | 18     | 19     | 20     |
| 4      | 21     | 22     | 23     | 24     | 25     | 26     | 27     |
| 5      | 28     | 29     | 30     | 31     |        |        |        |

| Februar | Februar | Februar | Februar | Februar | Februar | Februar | Februar |
| Kw      | Mo      | Di      | Mi      | Do      | Fr      | Sa      | So      |
| ------- | ------- | ------- | ------- | ------- | ------- | ------- | ------- |
| 5       |         |         |         |         | 1       | 2       | 3       |
| 6       | 4       | 5       | 6       | 7       | 8       | 9       | 10      |
| 7       | 11      | 12      | 13      | 14      | 15      | 16      | 17      |
| 8       | 18      | 19      | 20      | 21      | 22      | 23      | 24      |
| 9       | 25      | 26      | 27      | 28      |         |         |         |

| März | März | März | März | März | März | März | März |
| Kw   | Mo   | Di   | Mi   | Do   | Fr   | Sa   | So   |
| ---- | ---- | ---- | ---- | ---- | ---- | ---- | ---- |
| 9    |      |      |      |      | 1    | 2    | 3    |
| 10   | 4    | 5    | 6    | 7    | 8    | 9    | 10   |
| 11   | 11   | 12   | 13   | 14   | 15   | 16   | 17   |
| 12   | 18   | 19   | 20   | 21   | 22   | 23   | 24   |
| 13   | 25   | 26   | 27   | 28   | 29   | 30   | 31   |

| April | April | April | April | April | April | April | April |
| Kw    | Mo    | Di    | Mi    | Do    | Fr    | Sa    | So    |
| ----- | ----- | ----- | ----- | ----- | ----- | ----- | ----- |
| 14    | 1     | 2     | 3     | 4     | 5     | 6     | 7     |
| 15    | 8     | 9     | 10    | 11    | 12    | 13    | 14    |
| 16    | 15    | 16    | 17    | 18    | 19    | 20    | 21    |
| 17    | 22    | 23    | 24    | 25    | 26    | 27    | 28    |
| 18    | 29    | 30    |       |       |       |       |       |

| Mai | Mai | Mai | Mai | Mai | Mai | Mai | Mai |
| Kw  | Mo  | Di  | Mi  | Do  | Fr  | Sa  | So  |
| 18  |     |     | 1   | 2   | 3   | 4   | 5   |
| 19  | 6   | 7   | 8   | 9   | 10  | 11  | 12  |
| 20  | 13  | 14  | 15  | 16  | 17  | 18  | 19  |
| 21  | 20  | 21  | 22  | 23  | 24  | 25  | 26  |
| 22  | 27  | 28  | 29  | 30  | 31  |     |     |
| --- | --- | --- | --- | --- | --- | --- | --- |

| Juni | Juni | Juni | Juni | Juni | Juni | Juni | Juni |
| Kw   | Mo   | Di   | Mi   | Do   | Fr   | Sa   | So   |
| ---- | ---- | ---- | ---- | ---- | ---- | ---- | ---- |
| 22   |      |      |      |      |      | 1    | 2    |
| 23   | 3    | 4    | 5    | 6    | 7    | 8    | 9    |
| 24   | 10   | 11   | 12   | 13   | 14   | 15   | 16   |
| 25   | 17   | 18   | 19   | 20   | 21   | 22   | 23   |
| 26   | 24   | 25   | 26   | 27   | 28   | 29   | 30   |

| Juli | Juli | Juli | Juli | Juli | Juli | Juli | Juli |
| Kw   | Mo   | Di   | Mi   | Do   | Fr   | Sa   | So   |
| ---- | ---- | ---- | ---- | ---- | ---- | ---- | ---- |
| 27   | 1    | 2    | 3    | 4    | 5    | 6    | 7    |
| 28   | 8    | 9    | 10   | 11   | 12   | 13   | 14   |
| 29   | 15   | 16   | 17   | 18   | 19   | 20   | 21   |
| 30   | 22   | 23   | 24   | 25   | 26   | 27   | 28   |
| 31   | 29   | 30   | 31   |      |      |      |      |

| August | August | August | August | August | August | August | August |
| Kw     | Mo     | Di     | Mi     | Do     | Fr     | Sa     | So     |
| ------ | ------ | ------ | ------ | ------ | ------ | ------ | ------ |
| 31     |        |        |        | 1      | 2      | 3      | 4      |
| 32     | 5      | 6      | 7      | 8      | 9      | 10     | 11     |
| 33     | 12     | 13     | 14     | 15     | 16     | 17     | 18     |
| 34     | 19     | 20     | 21     | 22     | 23     | 24     | 25     |
| 35     | 26     | 27     | 28     | 29     | 30     | 31     |        |

| September | September | September | September | September | September | September | September |
| Kw        | Mo        | Di        | Mi        | Do        | Fr        | Sa        | So        |
| --------- | --------- | --------- | --------- | --------- | --------- | --------- | --------- |
| 35        |           |           |           |           |           |           | 1         |
| 36        | 2         | 3         | 4         | 5         | 6         | 7         | 8         |
| 37        | 9         | 10        | 11        | 12        | 13        | 14        | 15        |
| 38        | 16        | 17        | 18        | 19        | 20        | 21        | 22        |
| 39        | 23        | 24        | 25        | 26        | 27        | 28        | 29        |
| 40        | 30        |           |           |           |           |           |           |

| Oktober | Oktober | Oktober | Oktober | Oktober | Oktober | Oktober | Oktober |
| Kw      | Mo      | Di      | Mi      | Do      | Fr      | Sa      | So      |
| ------- | ------- | ------- | ------- | ------- | ------- | ------- | ------- |
| 40      |         | 1       | 2       | 3       | 4       | 5       | 6       |
| 41      | 7       | 8       | 9       | 10      | 11      | 12      | 13      |
| 42      | 14      | 15      | 16      | 17      | 18      | 19      | 20      |
| 43      | 21      | 22      | 23      | 24      | 25      | 26      | 27      |
| 44      | 28      | 29      | 30      | 31      |         |         |         |

| November | November | November | November | November | November | November | November |
| Kw       | Mo       | Di       | Mi       | Do       | Fr       | Sa       | So       |
| -------- | -------- | -------- | -------- | -------- | -------- | -------- | -------- |
| 44       |          |          |          |          | 1        | 2        | 3        |
| 45       | 4        | 5        | 6        | 7        | 8        | 9        | 10       |
| 46       | 11       | 12       | 13       | 14       | 15       | 16       | 17       |
| 47       | 18       | 19       | 20       | 21       | 22       | 23       | 24       |
| 48       | 25       | 26       | 27       | 28       | 29       | 30       |          |

| Dezember | Dezember | Dezember | Dezember | Dezember | Dezember | Dezember | Dezember |
| Kw       | Mo       | Di       | Mi       | Do       | Fr       | Sa       | So       |
| -------- | -------- | -------- | -------- | -------- | -------- | -------- | -------- |
| 48       |          |          |          |          |          |          | 1        |
| 49       | 2        | 3        | 4        | 5        | 6        | 7        | 8        |
| 50       | 9        | 10       | 11       | 12       | 13       | 14       | 15       |
| 51       | 16       | 17       | 18       | 19       | 20       | 21       | 22       |
| 52       | 23       | 24       | 25       | 26       | 27       | 28       | 29       |
| 1        | 30       | 31       |          |          |          |          |          |

## Ereignisse

### Politik und Weltgeschehen

#### Portugiesische Entdeckungsfahrten
- 21. Januar: Die Portugiesen legen unter Diogo de Azambuja an der Goldküste im heutigen Ghana den Grundstein für das spätere Fort São Jorge da Mina bzw. Elmina.
- Der portugiesische Seefahrer Diogo Cão erreicht als erster europäischer Seefahrer das Gebiet der Kongo-Mündung und des heutigen Angola. In der Folge entstehen Handelsniederlassungen. Die Entdeckungen Caos sind die Voraussetzung für die Entdeckungsfahrt von Bartolomeo Diaz im Jahr 1488, auf der er das Kap der Guten Hoffnung erreicht.

#### Reconquista
- 28. Februar: Spanische Truppen unter dem Befehl von Rodrigo Ponce de León erobern während der Reconquista die maurische Festung Alhama de Granada im Emirat von Granada. Der Emir von Granada Abu l-Hasan Ali unternimmt wenige Tage später einen Versuch der Rückeroberung. Ein Heer des Herzogs von Medina-Sidonia kommt den Truppen des Marquis von Cádiz zu Hilfe, so dass Abu l-Hasan Ali sich gezwungen sieht, die Rückeroberung aufzugeben. Als König Ferdinand V. an der Spitze eines Heeres in den Konflikt eingreift, verliert die Auseinandersetzung das Merkmal der bisher üblichen Razzien und wird zu einem Krieg Kastiliens gegen das Emirat von Granada.
- Das erste große Aufeinandertreffen der Gegner ereignet sich im Juni vor Loja, als das spanische Heer, das die Vorbereitungen zur Belagerung der Stadt noch nicht abgeschlossen hat, von der maurischen leichten Kavallerie angegriffen und auf dem Rückzug von weiteren maurischen Truppen aufgerieben wird. König Ferdinand zieht sich mit den Resten seines Heeres nach Córdoba zurück.
- Während sich Abu l-Hasan Ali noch im Kampf gegen die christlichen Angreifer befindet, lässt sich sein Sohn als Muhammad XII. zum Herrscher des Emirates ausrufen. Während Muhammad XII. in Granada regiert, beherrscht sein Vater Ronda und den westlichen Teil des Emirats.

#### Herzogtum Burgund

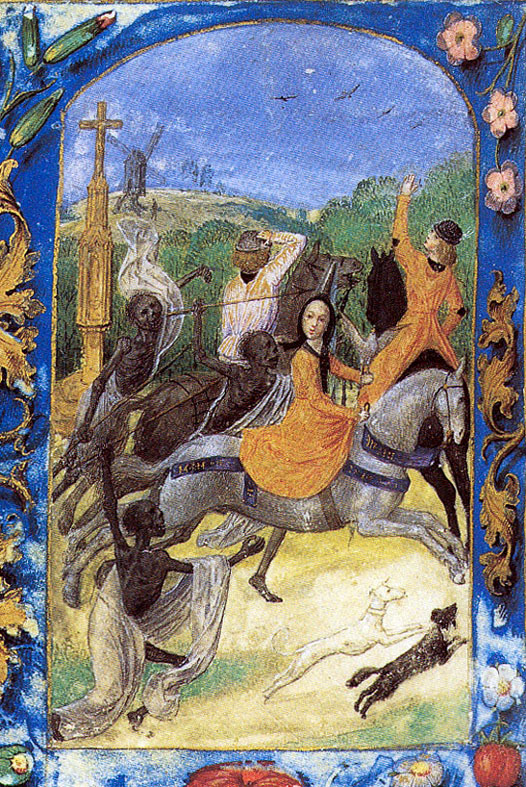
Maria von Burgund auf der Jagd, vom Tod verfolgt; Miniatur aus dem Berliner Stundenbuch der Maria von Burgund und Maximilians 1480–82

- 6. März: Herzogin Maria von Burgund erleidet einen Reitunfall, an dessen Folgen sie am 27. März stirbt. Nach ihrem Tod erhebt sich die Stadt Gent gegen ihren Ehemann Erzherzog Maximilian von Habsburg als Vormund der gemeinsamen Kinder Philipp und Margarete. Gleichzeitig muss er sich neuerlicher Ansprüche Frankreichs auf das Herzogtum Burgund erwehren.
- 23. Dezember: Im Frieden von Arras regeln Frankreichs König Ludwig XI. und Erzherzog Maximilian ihre Ansprüche in Bezug auf Burgund. Das ehedem große Herzogtum wird aufgeteilt. Das Herzogtum Burgund, die Freigrafschaft, das Artois und einige kleinere Herrschaften fallen an Frankreich, auch die Stadt Arras und die seit 1477 besetzte Picardie bleiben in französischem Besitz. Maximilian erhält Flandern zurück. Darüber hinaus vereinbaren beide Seiten das spätere Eingehen der Ehe zwischen der gerade zweijährigen Tochter Maximilians, Margarethe, und dem 13-jährigen französischen Dauphin Karl. Dieser Plan wird jedoch nicht realisiert.

#### Weitere Ereignisse im Reich

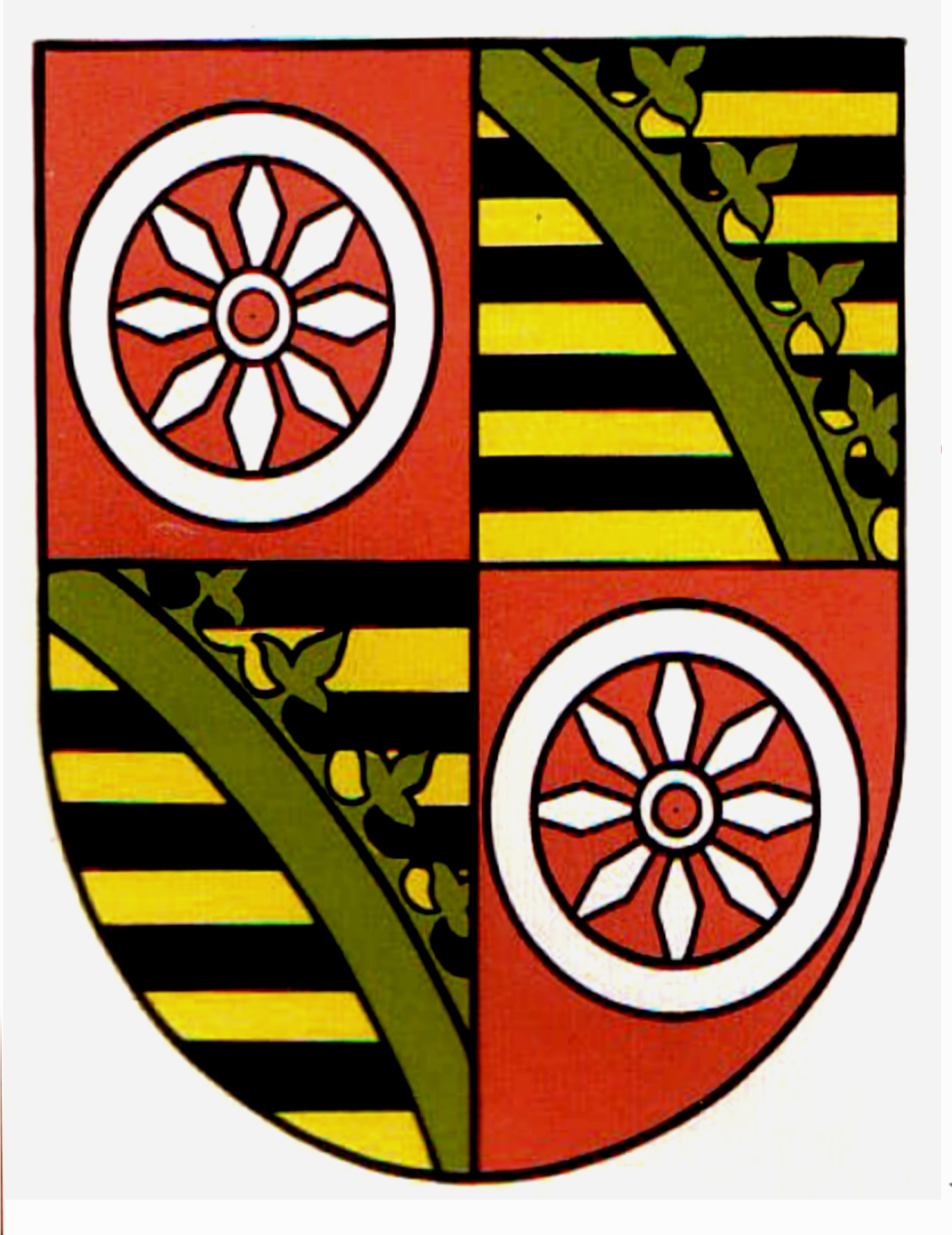
Wappen des Administrators des Erzbistums Mainz

Diether von Isenburg, Erzbischof und Kurfürst von Mainz und damit gleichzeitig Erzkanzler des Heiligen Römischen Reichs, stirbt am 7. Mai. Schon am nächsten Tag wird Adalbert von Sachsen sein Nachfolger. Da er jedoch mit 15 Jahren noch nicht das formelle Alter für eine Bischofsweihe hat, wird er vorläufig nur als Administrator eingesetzt.

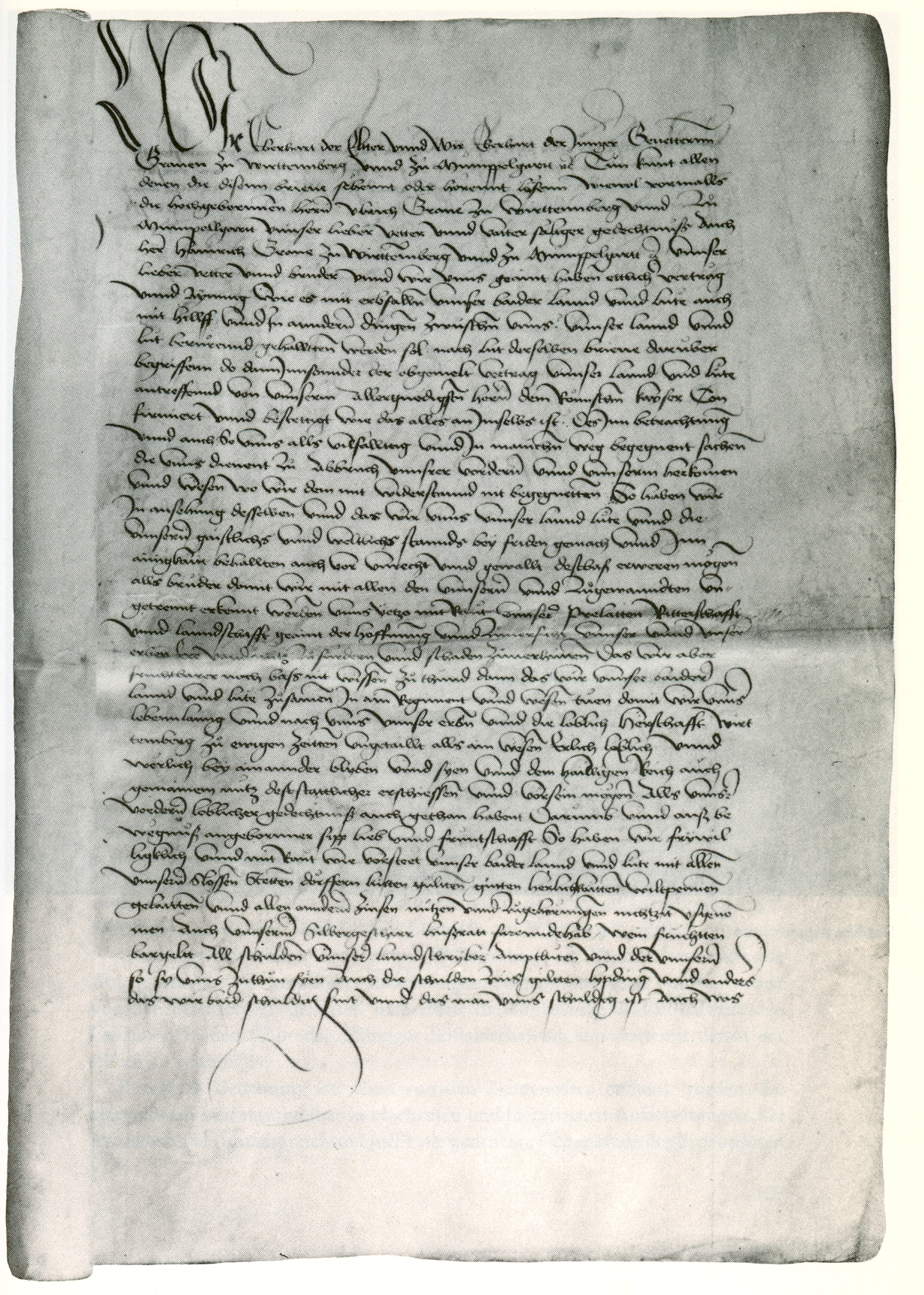
Erste Seite des Münsinger Vertrags

Durch den Münsinger Vertrag vom 14. Dezember werden die beiden Teile, in die die Grafschaft Württemberg seit dem Nürtinger Vertrag von 1442 zerfallen ist, wiedervereinigt. Die Erbstreitigkeiten zwischen dem Uracher und dem Stuttgarter Teil werden damit nach 40 Jahren beigelegt. Der in Urach residierende Graf Eberhard V. im Bart, übernimmt die Regierung des Landes und verlegt die Residenz nach Stuttgart, die Hauptstadt des anderen Landesteils. Die Erbfolge wird auf den amtierenden Grafen im Stuttgarter Landesteil Eberhard VI. festgelegt. Mit dem Vertrag, der unter Beteiligung von Vertretern der württembergischen Landstände ausgehandelt wird, werden die Unteilbarkeit des Landes und die Primogenitur in Württemberg rechtsverbindlich festgelegt. Der Münsinger Vertrag verhindert die Zersplitterung Württembergs und schafft so eine wichtige Voraussetzung für die Erhebung Württembergs zum Herzogtum im Jahr 1495.
- Turin wird Residenz des Hauses Savoyen.

#### Italien
- 21. August: Päpstliche Truppen unter dem Befehl Roberto Malatestas gewinnen die Schlacht von Campomorto gegen die Armee Neapels unter Herzog Alfons von Kalabrien.

#### Asien
- Nach dem Tod von Yakshya Malla wird sein Sohn Raya Malla Herrscher des Malla-Reiches mit der Hauptstadt Bhaktapur.

#### Amerika
- Axayacatl, Herrscher über die aztekische Stadt Tenochtitlán, stirbt im Alter von 30 Jahren. Nachfolger wird sein älterer Bruder Tízoc. Der traditionell zur Thronbesteigung zum Zweck der Gefangennahme von Kriegern durchgeführte Kriegszug, ein Angriff auf den nordöstlichen Kleinstaat Mextitlán scheitert aber, was Tízocs Ansehen nachhaltig schädigt.

### Wissenschaft und Kultur
- 28. Juni: In München erscheint das erste dort gedruckte Buch, der Pilgerführer Indulgentiae ecclesiarum principalium urbis Romae aus der Offizin des Johann Schaur.

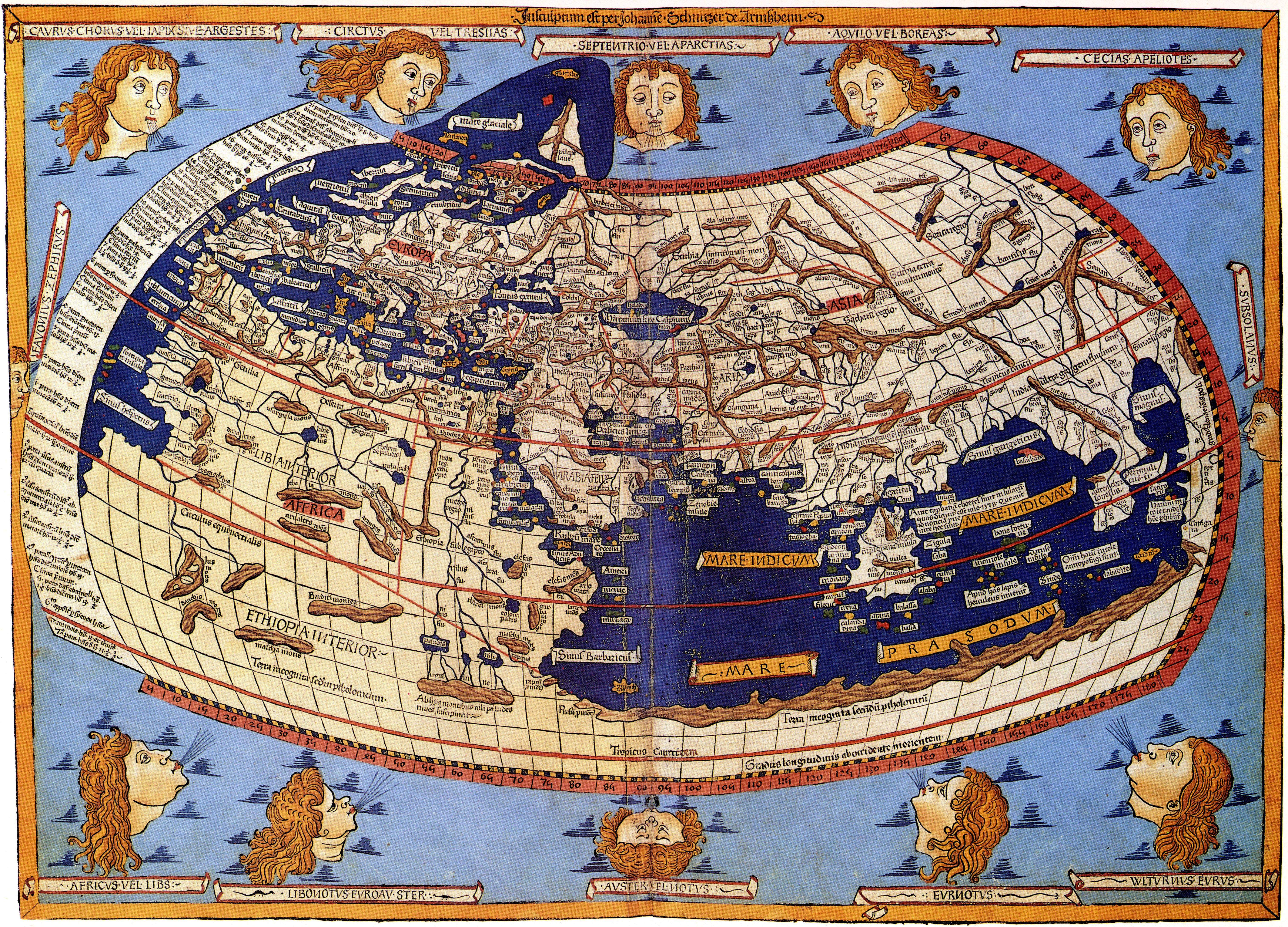
Weltkarte der Cosmographia

- 16. Juli: In Ulm druckt Lienhart Holl den ersten deutschen Weltatlas, die Cosmographia des Claudius Ptolemäus in der Ausgabe des Nicolaus Germanus. (Vier Jahre später wird dieses für die Entwicklung der deutschen Kartographie ungemein wichtige Werk von Johann Reger in Ulm zum zweiten Mal gedruckt.)
- Guillaume Caoursin, Vizekanzler des Johanniterordens, veröffentlicht seine Chronik der Belagerung von Rhodos im Jahr 1480 (Obsidionis Rhodiae urbis descriptio) bei Johann Snell in Odense. Die zahlreichen Illustrationen in diesem Buch sind die erste akkurate Beschreibung der Kostüme und Waffen der Türken in Westeuropa. Das Werk wird bald auch in Venedig, Paris, Brügge, Salamanca, Ulm und London publiziert.
- 1482/1487: Sandro Botticelli fertigt das Gemälde Primavera. Das Bild gehört zu den bekanntesten und am häufigsten reproduzierten Werken der abendländischen Kunst.

### Kultur
Zwischen 1481 und 1482 wird Sandro Botticelli von Papst Sixtus IV. nach Rom berufen. In einem Team mit Perugino, Domenico Ghirlandaio, Luca Signorelli und anderen stattet er die neu errichtete Sixtinische Kapelle mit großen Wandgemälden, welche Ereignisse aus dem Leben Jesu und des Moses darstellen, und mit Porträts früherer Päpste aus.

### Religion
- 2. August: Johann XX. von Dalberg wird als Nachfolger des am 21. Juli gestorbenen Reinhard I. von Sickingen zum Bischof von Worms gewählt. Er ist bei seiner Wahl erst knapp 27 Jahre alt und hat das dafür nach dem Kirchenrecht erforderliche Alter von 30 Jahren noch nicht erreicht. Er erhält aber einen päpstlichen Dispens.

## Geboren

### Geburtsdatum gesichert
- 29. Juni: Maria, Prinzessin von Spanien und Königin von Portugal († 1517)
- 07. Oktober: Ernst, Markgraf von Baden († 1553)
- 18. Oktober: Philipp III. von Hanau-Lichtenberg, Graf von Hanau-Lichtenberg († 1538)
- 09. Dezember: Friedrich II., Kurfürst von der Pfalz († 1556)

### Genaues Geburtsdatum unbekannt
- April: Georg Tannstetter, deutscher Humanist, Astronom, Astrologe und Mediziner († 1535)
- Catherine d’Amboise, französische Dichterin und Mäzenin († 1549)
- Augustin, Bischof von Grasse († 1532)
- Abraham ben Salomo von Torrutiel, spanischer Geschichtsschreiber († unbekannt)
- Jo Gwang-jo, koreanischer Politiker und neokonfuzianischer Philosoph († 1519)
- Agostino Mainardi, italienischer Reformator von Chiavenna († 1563)
- Johannes Oekolampad, Basler Reformator († 1531)

### Geboren um 1482
- Christian Beyer, deutscher Rechtsgelehrter († 1535)

## Gestorben

### Todesdatum gesichert
- 04. Januar: Hans Böblinger, schwäbischer Baumeister
- 17. Januar: Rudolf von Rüdesheim, Bischof von Lavant und Fürstbischof von Breslau (* 1402)
- 22. Januar: Arnold von Unkel, Weihbischof in Köln
- 25. März: Lucrezia Tornabuoni, florentinische Dichterin, Ehefrau des Bankiers und Politikers Piero di Cosimo de’ Medici (* 1425)

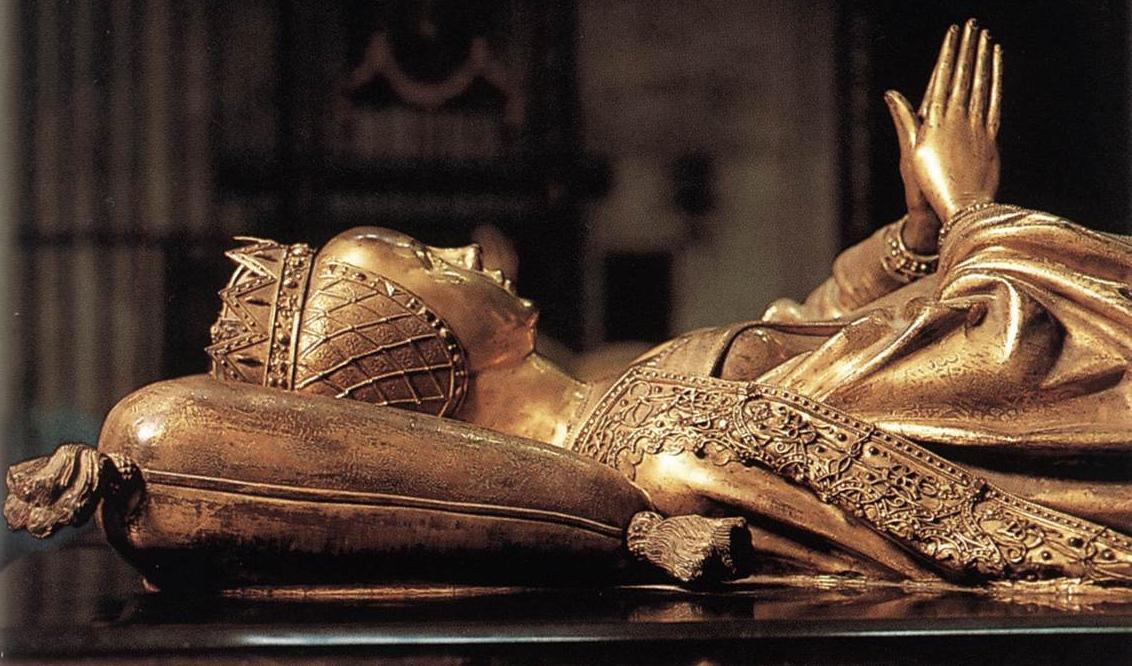
Sarkophag Marias von Burgund

- 27. März: Maria, Herzogin von Burgund aus eigenem Recht, weiters Herzogin von Luxemburg, Brabant, Limburg und Geldern, Markgräfin von Antwerpen, Gräfin von Chariolais, Flandern, Artois, Holland, Seeland, Hennegau und Zutphen sowie Ehefrau Maximilians von Österreich (* 1457)
- 14. April: Conrad III. von Pappenheim, Jägermeister unter Herzog Wilhelm III. von Bayern-München, herzoglicher Rat und sächsischer Hofmeister (* vor 1419)

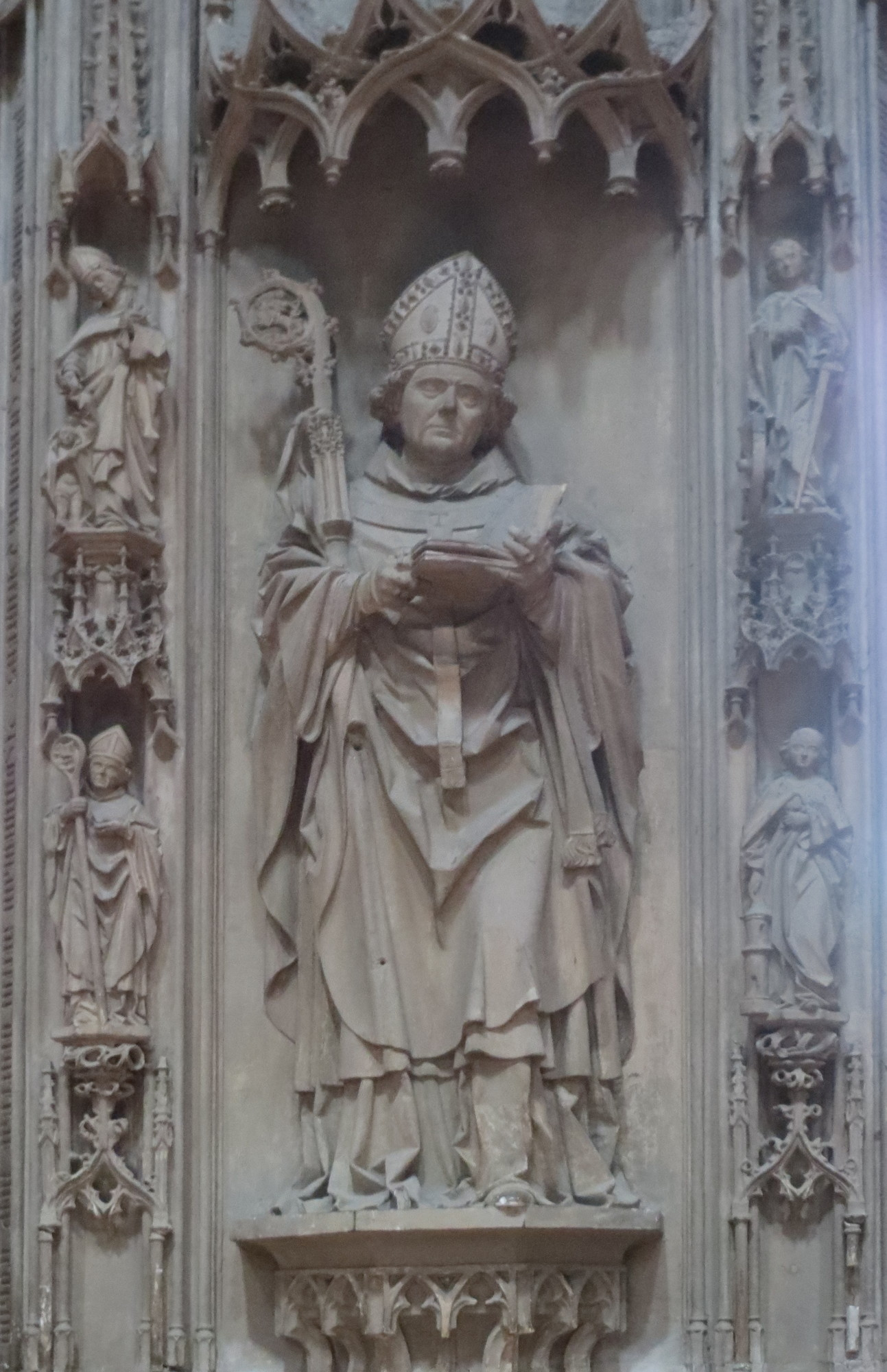
Grabmal Diethers von Isenburg im Mainzer Dom

- 07. Mai: Diether von Isenburg, Erzbischof von Mainz (* 1412)
- 08. Mai: Ludwig von Rothenstein, schwäbischer Adliger
- 23. Mai: Mary of York, englische Prinzessin (* 1467)
- 07. Juli: Marinus de Fregeno, päpstlicher Legat, Ablasshändler und Bischof von Cammin
- 07. Juli: Johann Ludwig von Savoyen, Administrator des Erzbistums von Tarentaise und des Bistums von Genf (* 1447)
- 07. Juli: Walter Supersaxo, Fürstbischof des Bistums Sitten (* um 1402)
- 16. Juli: Jan van Schaffelaar, niederländischer Volksheld (* um 1445)
- 21. Juli: Reinhard I. von Sickingen, Bischof von Worms (* um 1417)
- 25. Juli: Wilhelm I., Herzog zu Braunschweig-Lüneburg und Fürst von Braunschweig-Wolfenbüttel (* 1392)
- 15. August: Wilhelm, Markgraf von Hachberg-Sausenberg, Landvogt im Sundgau, im Elsass und im Breisgau (* 1406)
- 22. August: Mechthild von der Pfalz, Gräfin von Württemberg und Erzherzogin von Österreich (* 1419)
- 25. August: Protasius von Boskowitz und Černahora, Bischof von Olmütz
- 25. August: Margarete von Anjou, Ehefrau Heinrichs VI. von England und Regentin (* 1429)
- 30. August: Ludwig von Bourbon, Fürstbischof von Lüttich (* 1438)
- 02. September: Pier Maria II. de’ Rossi, italienischer Condottiere (* 1413)
- 10. September: Federico da Montefeltro, italienischer Condottiere (* 1422)
- 18. September: Philippe I. de Croÿ, Graf von Chimay, burgundischer Politiker (* 1436)
- 21. September: Georg Hessler, Fürstbischof der Passau (* 1427)
- 22. September: Philibert I., Herzog von Savoyen (* 1465)
- 25. Oktober: Peter II. von Luxemburg, Graf von Saint-Pol, Brienne, Marle und Soissons (*  um 1440)
- 18. November: Gedik Ahmed Pascha, Großwesir des Osmanischen Reiches
- 31. Dezember: Johannes Lecküchner, deutscher Geistlicher und Fechtlehrer

### Genaues Todesdatum unbekannt
- Axayacatl, Herrscher über die aztekische Stadt Tenochtitlán
- Hugo van der Goes, niederländischer Maler (* um 1440)